# ベルタ・ヴェークマン
ベルタ・ヴェークマン（Bertha Wegmann、1847年12月16日 - 1926年2月22日）はドイツ系のデンマーク人の女性画家である。

## 略歴
スイスのグラウビュンデン州マローヤ郡のソーリオ（Soglio）に生まれた。5歳の時、家族とコペンハーゲンに移り、父親は商人となった。父親は美術好きで余暇には絵を描いていた。幼い頃からベルタも絵に興味を持つが、絵の訓練を受けたのは19歳になってからで、デンマークの画家、ヘルステッド(Frederik Ferdinand Helsted）、ブンチェン(Heinrich Buntzen)、ルンド(Frederik Christian Lund）らから絵を学んだ。2年後、両親から支援を受けて、ミュンヘンに絵の勉強に出て、2年間、歴史画のヴィルヘルム・リンデンシュミットや風俗画のエドゥアルト・クルツバウアー(Eduard Kurzbauer)のもとで2年間、学んだ。
工房の中で、絵を学ぶのにあきたらず、戸外で絵を描くことにして、友人となったスウェーデンの女性画家、イェンナ・バウク(Jeanna Bauck)とイタリアなどへ何度か旅した。1881年に2人でパリに移り、いくつかの美術展で好評を得た。
デンマークのシャルロッテンボー宮殿で開かれる美術展には1873年から出展していたので、1882年にコペンハーゲンに戻った時には画家として認められていて、1883年には妹の肖像画が賞(Thorvaldsen Medal)を受けた。4年後、女性としては初めて、デンマーク王立美術アカデミーの教授となり、女性のための美術学校、"Tegne- og Kunstindustriskolen for Kvinder"の理事を務めた。デンマークの代表的画家としてシカゴ万国博覧会などに出展し、1892年にデンマーク王室が、科学者や芸術家におくる勲章(Ingenio et Arti medal）を女性としてはじめて受勲した。

## ヴェークマンの作品
- convalescent (c.1900)
- 少女像(c.1890)
- Hanna Lucia Bauck (c.1890)
- 母と子